# Barbara Olmstead
Barbara Olmstead (n. 17 august 1959, North Bay⁠(d), Ontario, Canada) este o caiacistă ce a reprezentat Canada, medaliată olimpică. A participat la 2 ediții ale Jocurilor Olimpice (1984, 1988) în care a câștigat o medalie de bronz.